# Kevin L. Bryant

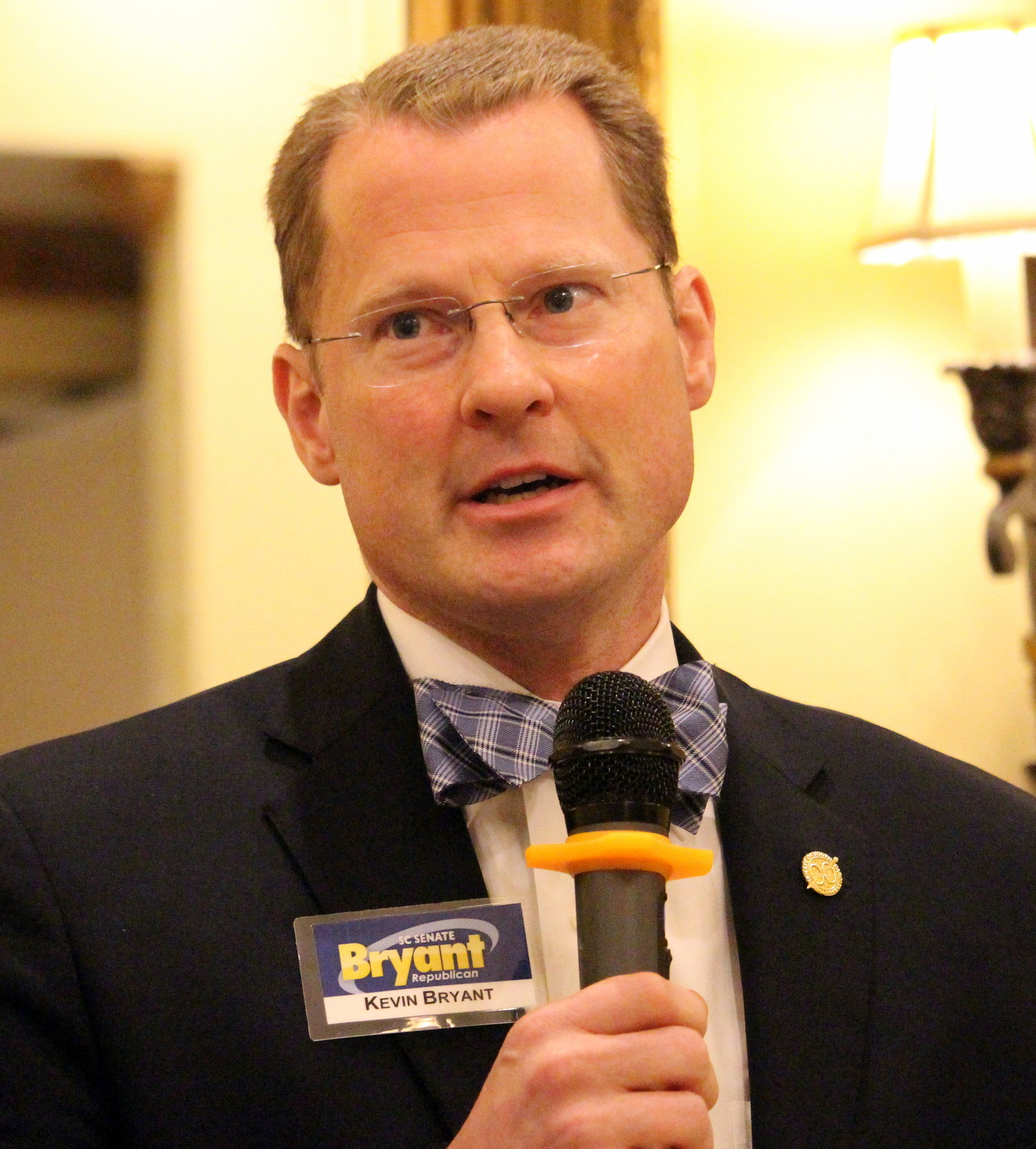
Kevin L. Bryant

Kevin L. Bryant (* 19. Februar 1967 in Anderson, South Carolina) ist ein US-amerikanischer Politiker. Von 2017 bis 2019 war er Vizegouverneur des Bundesstaates South Carolina.

## Werdegang
Kevin Bryant studierte bis 1989 an der University of Georgia Pharmazie. Danach gründete er die Firma Bryant Pharmacy and Supply, deren Leiter er bis heute ist. Politisch schloss er sich der Republikanischen Partei an. Zwischen 1997 und 2001 war er deren Vorsitzender im Anderson County. Im Jahr 2000 nahm er als Delegierter an der Republican National Convention in Philadelphia teil, auf der George W. Bush als Präsidentschaftskandidat nominiert wurde. Von 2004 bis 2017 saß er im Senat von South Carolina. Dort war er Mitglied mehrerer Ausschüsse. Er gilt als konservativ. Unter anderem vertritt er die Meinung, es gebe keine durch Menschen verursachte globale Erwärmung. Er setzte sich zudem für die Bewaffnung von Lehrern an Schulen ein.
Im Jahr 2017 gab es in South Carolina einige Änderungen in der Staatsführung. Gouverneurin Nikki Haley wurde vom neuen US-Präsidenten Donald Trump zur Botschafterin bei den Vereinten Nationen ernannt. Damit musste sie ihr Amt als Gouverneurin aufgeben, das nun ihrem bisherigen Vizegouverneur Henry McMaster zufiel. Entsprechend der Staatsverfassung hätte nun der President pro tempore des Staatssenats das freigewordene Amt des Vizegouverneurs übernehmen müssen. Dieses hatte der 1931 geborene Hugh Leatherman inne. Dieser wollte die Funktion des Vizegouverneurs nicht übernehmen und trat am 24. Januar 2017 zurück. Es war derselbe Tag, an dem Haley als UN-Botschafterin vereidigt wurde. Der Senat bestimmte daraufhin Kevin Bryant zu seinem neuen Präsidenten pro tempore. In dieser Eigenschaft trat er dann am 25. Januar das Amt des Vizegouverneurs an. Gleichzeitig wurde der Posten des President pro tempore im Staatssenat wieder vakant. Noch am 25. Januar wurde Leatherman wieder in dieses Amt gewählt. Formeller Vorsitzender des Senats von South Carolina ist entsprechend der Staatsverfassung der Vizegouverneur und damit seit dem 25. Januar 2017 Kevin Bryant.